# Żabka Polska
Żabka Polska (pronunciación en polaco: /ˈʐapka/; lit. "pequeña rana") es una cadena de tiendas de conveniencia en Polonia. Żabka cuenta con alrededor de 9 000 tiendas en Polonia, incluidas al menos 500 en Varsovia y más de 340 en el área de Triciudad, según los datos de junio de 2022. Algunas tiendas Żabka están ubicadas en la República Checa. Su facturación en el año 2012 fue de aproximadamente 3 36 mil millones de eslotis. En 2022, Żabka registró más de 15 5 millones de clientes.
Żabka fue fundada por el empresario Mariusz Świtalski en 1998 y ese mismo año abrió sus primeras siete tiendas en las ciudades de Poznań y Swarzędz. En octubre de 2005, Żabka ya contaba con 1 700 tiendas repartidas por toda Polonia. Dos años más tarde, Żabka fue adquirida por Penta Investments.
En diciembre de 2010, Penta vendió las operaciones de Żabka y su subsidiaria Koruna en Chequia al gigante minorista británico Tesco plc. El acuerdo se cerró en abril de 2011. En febrero de 2011, Penta firmó un acuerdo para vender las operaciones restantes de Żabka Polska, incluida la filial Freshmarket, a Mid Europa Partners.
En 2016, Żabka cambió de logo. En febrero de 2017, Mid Europa Partners cerró un acuerdo para vender Żabka por un valor no revelado (pero estimado por los analistas entre 1 000 y 1 500 millones de euros) a CVC Capital Partners, con sede en Luxemburgo.
A finales de 2022, Jarosław Kaczyński dijo que el gobierno polaco dirigido por el partido Ley y Justicia podría comprar Żabka a CVC Capital Partners.

## Galería

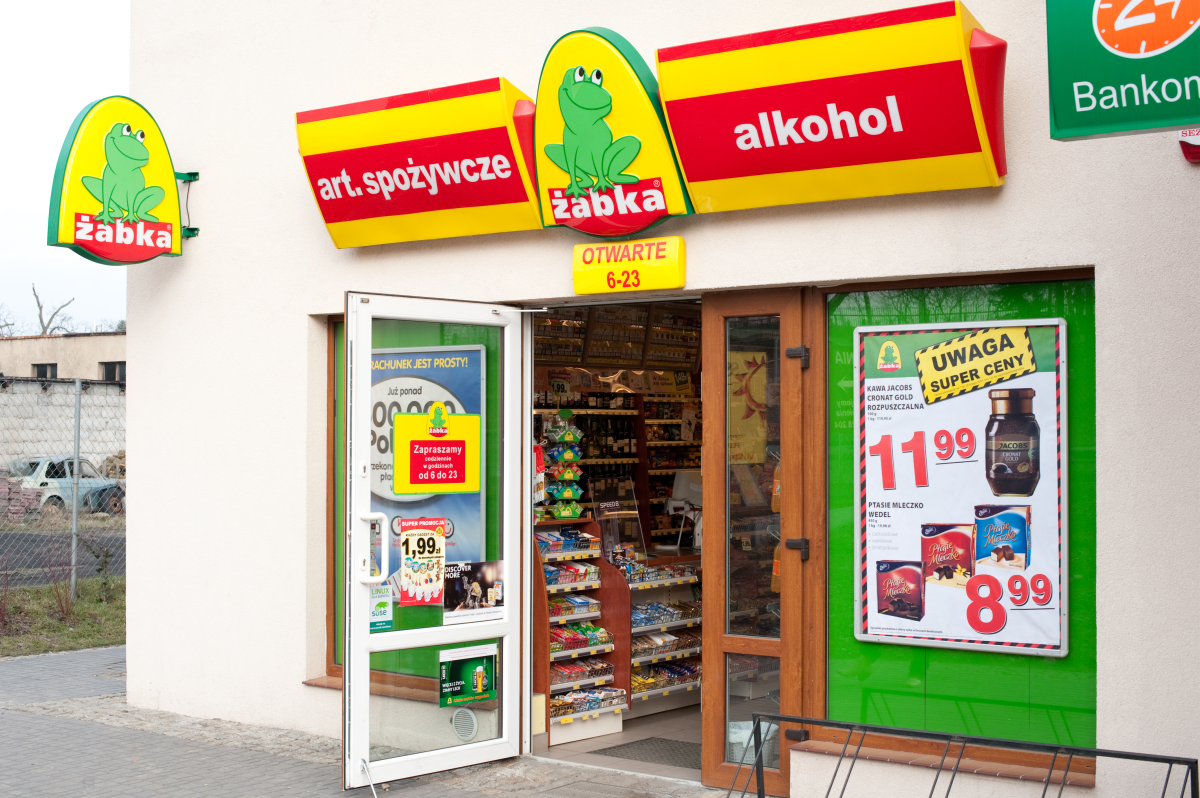
Una tienda Żabka con el logo antiguo
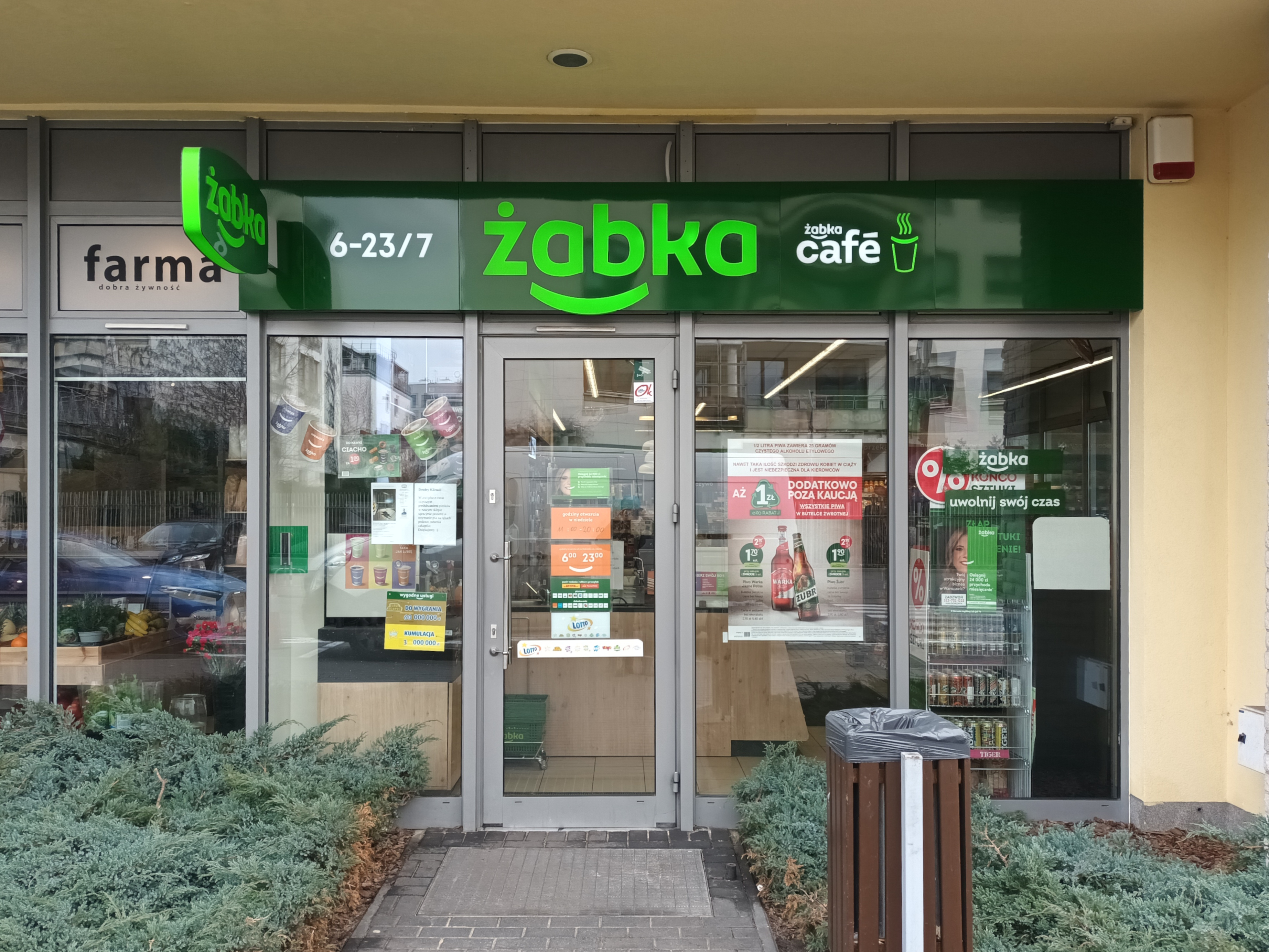
Tienda Żabka en Varsovia
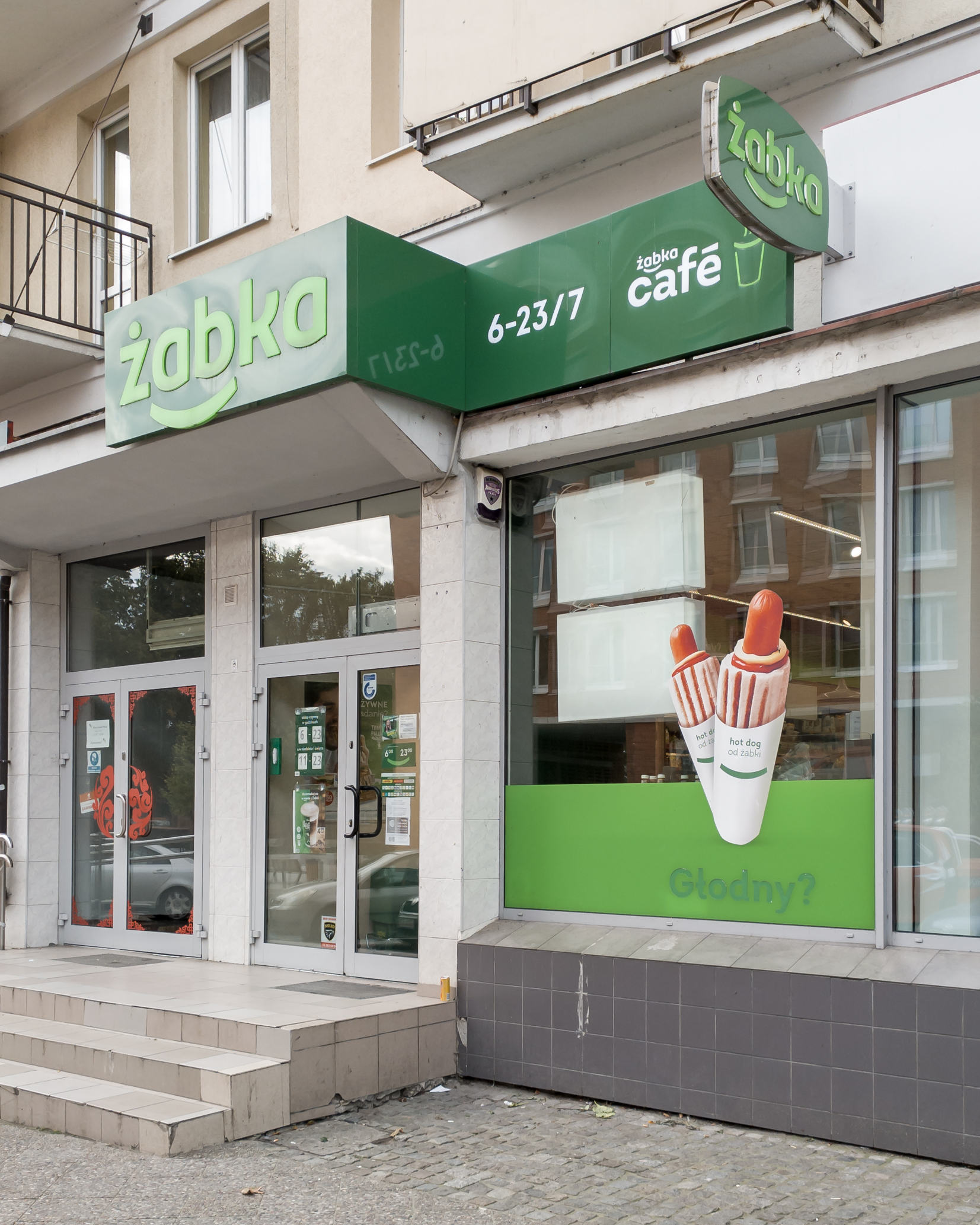
Exterior de un Żabka en Gdańsk
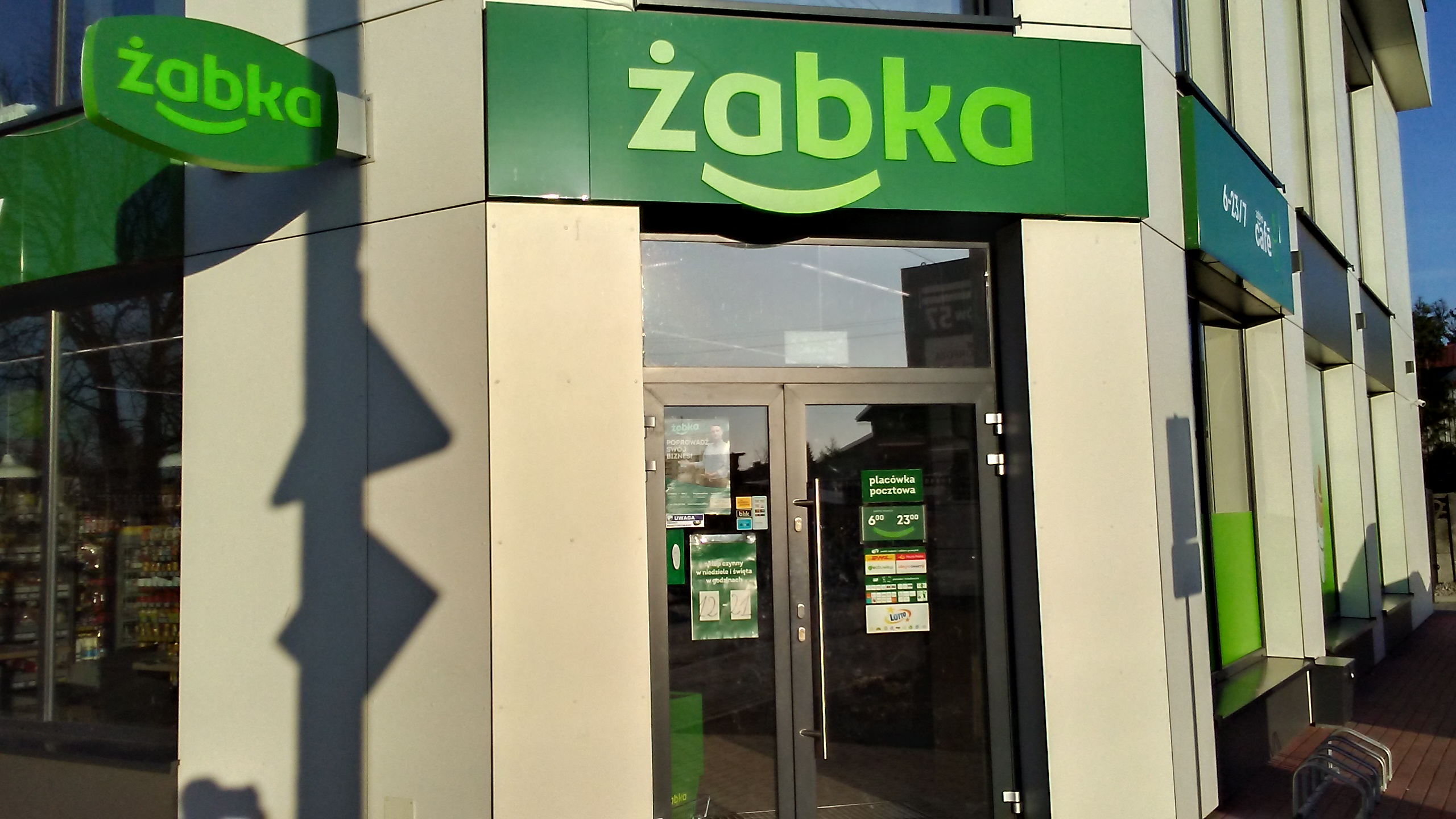
Tienda Żabka en Tomaszów Mazowiecki
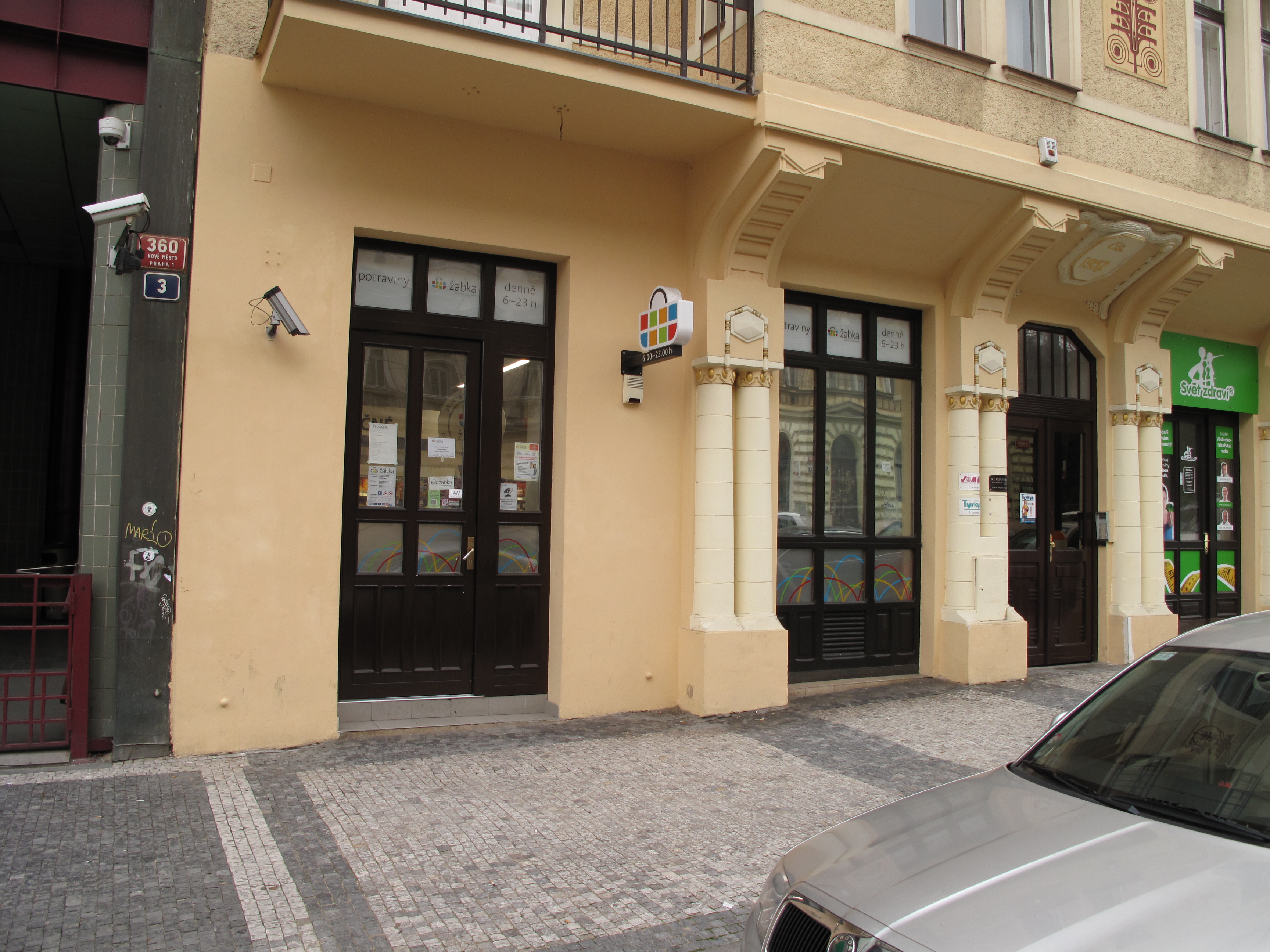
Tienda Żabka en Praga, con un logo diferente al de Polonia
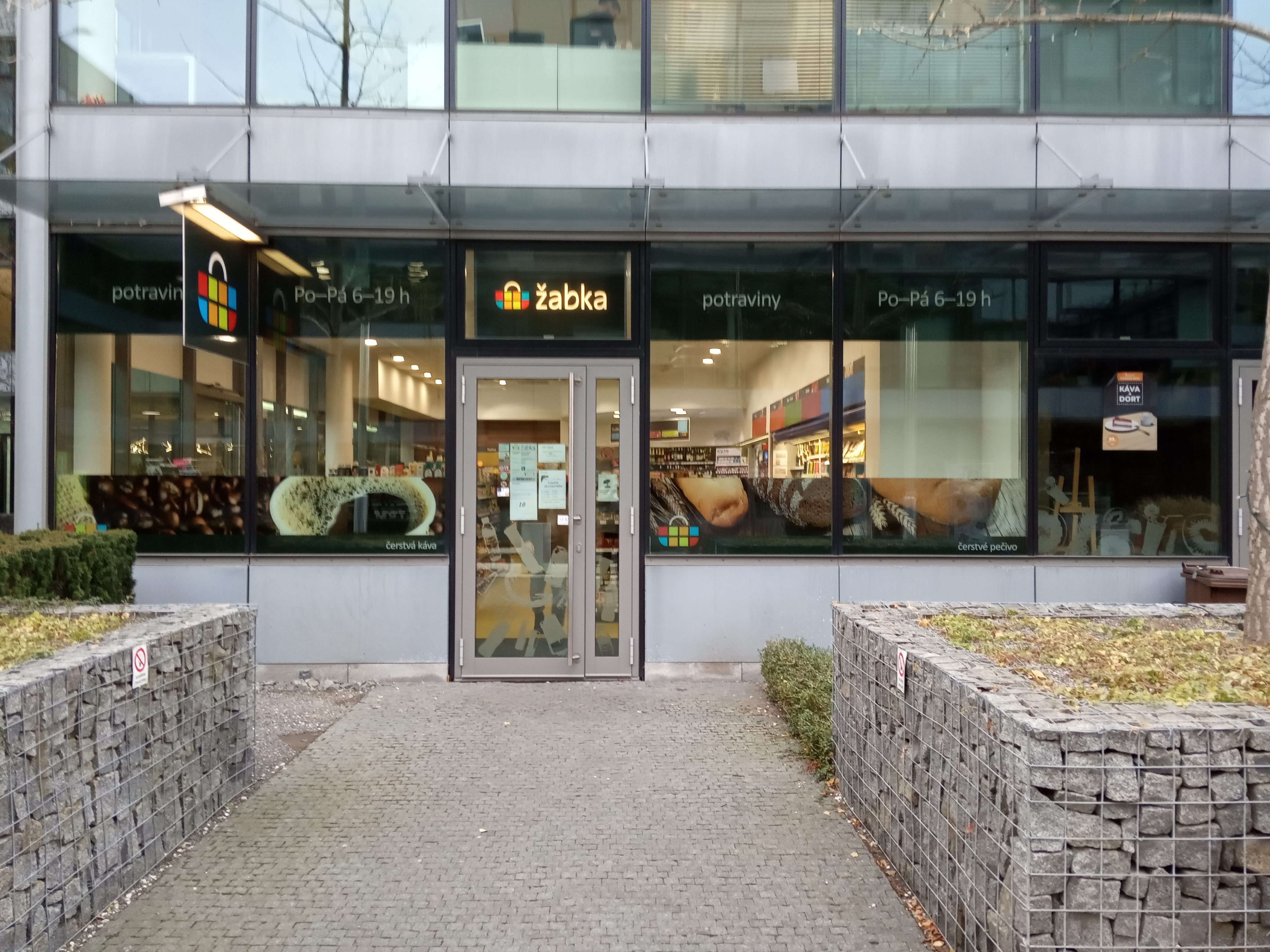
Un local de Żabka en la República Checa